# Кваранта, Лидия
Лидия Кваранта (итал. Lidia Quaranta; 6 марта 1891 — 5 марта 1928, Турин) — итальянская актриса, снявшаяся в более чем семидесяти фильмах.

## Биография
Лидия Джемма Маттиа Кваранта родилась в Турине. У неё есть две младшие сестры-близняшки Летиция и Изабелла, которые также являются актрисами. Она начала свою актёрскую карьеру в качестве театральной актрисы в компании Данте Теста. В 1910 году вместе со своей сестрой Летицией она была нанята киностудией Итала фильм (Itala film).
В 1928 году за день до своего 37-го дня рождения актриса умерла от пневмонии.

## Творчество
Первый раз как актриса она появилась в 1910 году, снявшись в небольшой короткометражке L’unknown. Затем Лидия Кваранта снялась в таких фильмах, как «Тайны психики» (1912), «Шкатулка миллионов», «Тигр» (1913) и «Кабирия» (1914), которые принесли ей успех. Особую известность на международном уровне актриса получила за «Кабирию» (режиссёр Джованни Пастроне), где она сыграла главную роль. С 1915—1920 гг. Лидия Кваранта снялась во многих фильмах различных продюсерских компаний Турина. Благодаря своей популярности в это время она зарабатывает более 10 000 лир в месяц во время контракта с Itala Film, что делает её самой высокооплачиваемой актрисой в Италии. В основном, она снималась в фильмах драматического жанра. В 1925 году состоялось её последнее появление в фильме «Я хочу предать своего мужа» с Аугусто Бандини в главной роли и Альберто Колло.

## Избранная фильмография
- Неизвестный (1910)
- Тайны психики (1912)
- Секреты души (1912)
- Кабирия (1914)
- Шкатулка миллионов (1914)
- Роман спортсмена (1915)
- Роман смерти (1916)
- В руках судьбы (1916)
- Разорванная вуаль (1917)
- Пламя (1920)
- Я хочу предать своего мужа (1925)